# La acción humana
La acción humana: Tratado de economía es el opus magnum del economista austriaco Ludwig von Mises, escrito en 1949 en idioma inglés (como Human Action). Mises presenta su caso a favor del capitalismo de laissez faire basado en la praxeología, su método para comprender la estructura de la toma de decisiones humanas. Mises rechazó el positivismo dentro de la economía, y defendió un fundamento a priori para la praxeología, así como el individualismo metodológico y las leyes de la certeza evidente. Mises argumenta que la economía de libre mercado no solo supera cualquier sistema planificado por el gobierno, sino que en última instancia sirve como base de la civilización misma.

## Contenido
En él se presenta una causa por el capitalismo laissez faire sobre la base de la praxeología de Mises, una investigación racional sobre la toma de decisiones de las personas. Rechaza el positivismo dentro de la economía.

La acción humana es una conducta consciente, movilizada voluntad transformada en actuación, que pretende alcanzar precisos fines y objetivos; es una reacción consciente del ego ante los estímulos y las circunstancias del ambiente; es una reflexiva acomodación a aquella disposición del ambiente que está influyendo en la vida del sujeto.
pg.16

La acción es reemplazar “un estado menos satisfactorio de cosas por otro más satisfactorio” y el hombre debe hacer uso de medios para alcanzar fines. Los medios, a su vez, son siempre escasos con relación a la consecución de fines. Si los medios no fueran escasos, no estarían sujetos a economía, así que no podría haber ninguna acción, y esto, por supuesto, es imposible de creer.
Es en este sentido en el que la acción humana es una acción con un propósito, es decir, en hacer uso de medios para alcanzar ciertos fines. Y a la praxeología no le preocupan los contenidos de ciertos fines o cómo se motivan fines concretos.
Defiende una epistemología a priori, utilizando el método deductivo, y sustenta la praxeología con base en el individualismo metodológico y las leyes de la certeza apodíctica. Mises sostiene que la economía de mercado no solo supera cualquier sistema de planificación gubernamental, sino que en última instancia sirve de fundamento de la propia civilización. 
Nationalökonomie: Theorie des Handelns und Wirtschaftens de 1940 es la predecesora en idioma alemán de La acción humana.
En La Acción Humana, Mises critica el método matemático y la observación de datos como estudio de la economía, de hecho, considera que dichos métodos pueden ser usados en el análisis de la historia económica, pero no son válidos para entender o predecir el comportamiento humano. Ello se debe a que las simplificaciones y los problemas técnicos en la recogida de datos modifican de tal modo la relación entre las variables que puede alterar la relación y causalidad que, a priori y basándonos en hipótesis deductivas, persigue el ser humano para alcanzar su fin. Dicho de otro modo, todo estudio de la economía a través de datos empíricos es un estudio de hechos pasados y por tanto no sirve para deducir una pauta de comportamiento en los individuos. Dentro del enfoque praxeológico, las hipótesis que se realizan sobre la acción humana llevan vinculadas factores como el valor de la operación, la riqueza, los términos de intercambio, precios y costes y también su valoración subjetiva ligada a la escala valorativa del sujeto, importancia relativa, escasez, etc. De este modo puede extraerse una acción humana que corresponda de forma racional a la maximización del sujeto de su bienestar individual. La consecuencia de aplicar este sistema a las ciencias sociales es que el estudio de la “economía” no solo mide las relaciones humanas mesurables, sino aquellas que no pueden medirse en términos monetarios, pero presentan relaciones de intercambio, siendo dicho conjunto conocido como “acción humana” y representando este concepto un tramo de acción acotado, que posteriormente formando fenómenos complejos sea el que defina el comportamiento del individuo. Este conjunto nuevo de conocimiento abarca todas las disciplinas de las ciencias sociales, similar a la sociología pero sin el carácter historicista que Mises le atribuye a esta última. Otra consecuencia es que para la Escuela Austriaca, todas las demostraciones empíricas no sirven para nada, ya que se basan en el estudio de datos, pero esta relación puede cambiar. Mises no contempla una categoría de ciencia donde sus leyes sean mutables y por ello todos los axiomas demostrados matemáticamente no tienen la consideración de economía, en todo caso podría considerarse estudio de la historia económica. El autor considera que las acciones extraídas de la praxeología son inmutables y por tanto leyes humanas y que dichas leyes humanas no dependen del tiempo ni de otros factores, por lo que pueden observarse o no dentro de la realidad y del estudio de datos dependiendo de la complejidad de los fenómenos.
Al igual que Ludwig von Mises en La Acción Humana, Friedrich Hayek usó el término catalaxia para describir «el orden que surge por el ajuste recíproco de muchas economías individuales en un mercado». Hayek se sentía incómodo con el uso de la palabra «economía» cuya raíz griega, que se traduce como «administración del hogar», implicaba que los agentes económicos en una economía de mercado compartían fines. Hayek derivó la palabra «catalaxia» del verbo griego katallasso (καταλλάσσω), que significa no solo «intercambio», sino también «admitir en la comunidad» y «pasar de enemigo a amigo».

### Libros
- Mises, Ludwig von (1949). Human Action: A Treatise on Economics [La Acción Humana: Tratado de Economía] (en inglés). New Haven: Yale University Press.
- Mises, Ludwig von (1963). Human Action: A Treatise on Economics [La Acción Humana: Tratado de Economía] (en inglés) (New Revised Edition). New Haven: Yale University Press.
- Mises, Ludwig von (1966). Human Action: A Treatise on Economics [La Acción Humana: Tratado de Economía] (en inglés) (3rd Revised Edition). Chicago: Henry Regnery.
- Mises, Ludwig von (1985). L’action humaine : Traité d’économie [La Acción Humana: Tratado de Economía] (en francés). Paris: PUF. ISBN 2-13-038598-2. Archivado desde el original el 20 de abril de 2012. Consultado el 16 de mayo de 2012.
- Mises, Ludwig von (1996). Human Action: A Treatise on Economics [La Acción Humana: Tratado de Economía] (en inglés) (Fourth Revised Edition). San Francisco: Fox & Wilkes. ISBN 0-930073-18-5. Consultado el 16 de mayo de 2012.
- Mises, Ludwig von (2011). La Acción Humana: Tratado de Economía (Décima Edición). Madrid: Unión Editorial. ISBN 978-84-7209-540-3.

### Publicaciones
- Boettke, Peter J. (mayo de 1996). «Human Action: A Treatise on Economics». The Freeman: Ideas On Liberty (en inglés) 46 (5): 411. Archivado desde el original el 19 de abril de 2012. Consultado el 16 de mayo de 2012.
- Ebeling, Richard (septiembre de 1999). «Ludwig von Mises’s Human Action: A 50th Anniversary Appreciation». The Freeman: Ideas On Liberty (en inglés) 49 (9): 32-37. Archivado desde el original el 2 de septiembre de 2012. Consultado el 16 de mayo de 2012.
- Hayek, F. A. (Apr., 1941). «Nationalökonomie. Theorie des Handelns und des Wirtschaftens. By L. von Mises». The Economic Journal (en inglés) 51 (201): 124-127. doi:10.2307/2225659.
- Rothbard, Murray N. (marzo de 1951). «Mises’ “Human Action”: Comment». The American Economic Review (en inglés) 41 (1): 181-185. Consultado el 12 de mayo de 2012.
- Schuller, George J. (marzo de 1950). «Human Action: A Treatise on Economics. By Ludwig von Mises». The American Economic Review (en inglés) 40 (3): 418-422. Consultado el 16 de mayo de 2012.
- Schuller, George J. (marzo de 1951). «Mises’ “Human Action”: Rejoinder». The American Economic Review (en inglés) 41 (1): 185-190. Consultado el 16 de mayo de 2012.
- Spitaler, Armin (1950). «Mises, Ludwig von. Human Action. A Treatise on Economics». Weltwirtschaftliches Archiv (en alemán) 65: 14-16. Consultado el 16 de mayo de 2012.

- Datos: Q662732